# ال-داوکسیریبوز
ال-داوکسیریبوز (به انگلیسی: L-Deoxyribose) یک ترکیب شیمیایی با شناسه پاب‌کم ۶۹۹۴۵۲۷ است. شکل ظاهری این ترکیب، جامد سفید است.